# Qui-Gon Jinn
Qui-Gon Jinn (*cca 80 BBY – † 32 BBY), fiktivní postava z univerza Star Wars, byl rytíř Jedi na pozici mistra, jeho mistrem byl Hrabě Dooku. Ten vždy toužil po větší moci a mnohdy se neshodoval s kodexem Jedi. Nakonec z řádu odešel a stal se politickým idealistou, zároveň dokonce i Sithem, zvaným Darth Tyranus. Mnoho Dookuových choutek se přeneslo i na Qui-Gona, který si často vedl svou a také se neřídil kodexem. Měl ve svém těle však veliké množství midichlorianů, a proto nebyl z řádu vypovězen. Mnozí dokonce tvrdili (příkladmo jeho padawan, Obi-Wan Kenobi), že kdyby byl Qui-Gon poslušnější, stoprocentně by se stal členem Rady Jediů. Qui-Gon také spoléhal více na své instinkty než na rozum, což mu mnozí vyčítali.

## Padawani
Prvním jeho padawanem byl Xanatos, ze kterého cítil Qui-Gon mnoho Síly. Výcvik tohoto učedníka se však nepovedl, protože Xanatos byl velice hašteřivý a díky svému urozenému původu se hádal s ostatními učedníky. Potom, když jel se svým mistrem na Telos bojovat proti svému otci, pomohl raději jemu. Když pak Qui-Gon bojoval proti dvěma nepřátelům, zabil jen otce a Xanata nechal uprchnout.
V jeho 48. roce jej nejvyšší kancléř Valorum tajně vyslal společně s jeho padawanem Obi-Wanem Kenobim k planetě Naboo, kde v té době probíhala vcelku rozsáhlá blokáda této planety Obchodní federací (minimálně 20 bitevních lodí třídy Lucrehulk), aby zde tento konflikt, vzniklý ze zdanění obchodních cest k odlehlým hvězdným systémům, urovnali. Qui-Gonnovi došlo, že existuje někdo nebo něco, co nahání federaci strach.

## Konec života
Na písečné planetě Tatooine se Qui-Gonn seznámil se zdatným pilotem a mechanikem Anakinem Skywalkerem, ve kterém cítil mnoho midichlorianů a rozhodl se ho vycvičit. Tam se také poprvé setkal s hrozivou postavou sithského učedníka, která se, jak se později ukázalo, jmenovala Darth Maul. Když poté představil Anakina Radě Jediů, Mistr Yoda a někteří další zástupci v Radě projevili určité obavy nad výcvikem mladého Skywalkera.
Qui-Gon Jinn nakonec padl ve druhém souboji s Darth Maulem na planetě Naboo, který byl poražen Obi-Wanem Kenobim, ale nebyl zcela zabit. Poslední přání Mistra Jinna bylo, aby Obi-Wan vycvičil malého Anakina Skywalkera. To se později vyplnilo, avšak Anakin později přestoupil na Temnou stranu Síly.